# Die Brücke (Braunschweig)

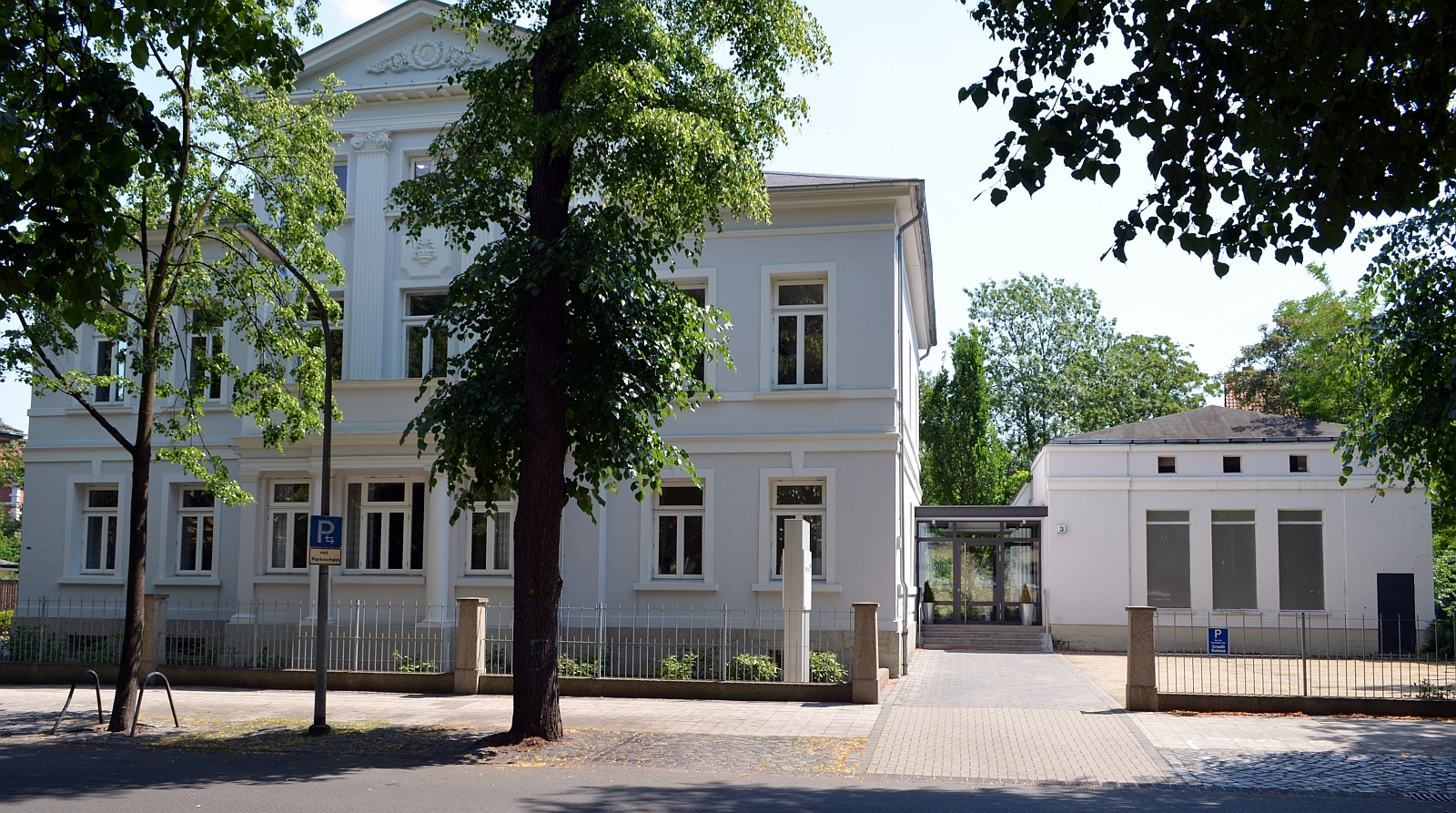
Steintorwall 3: Ehemaliges Gebäude der Brücke (2011).

Die Brücke war ein Kulturzentrum in Braunschweig, das unter diesem Namen von 1949 bis zu seiner Auflösung und dem anschließenden Verkauf des Gebäudes 2007 bestand.

## Gebäude

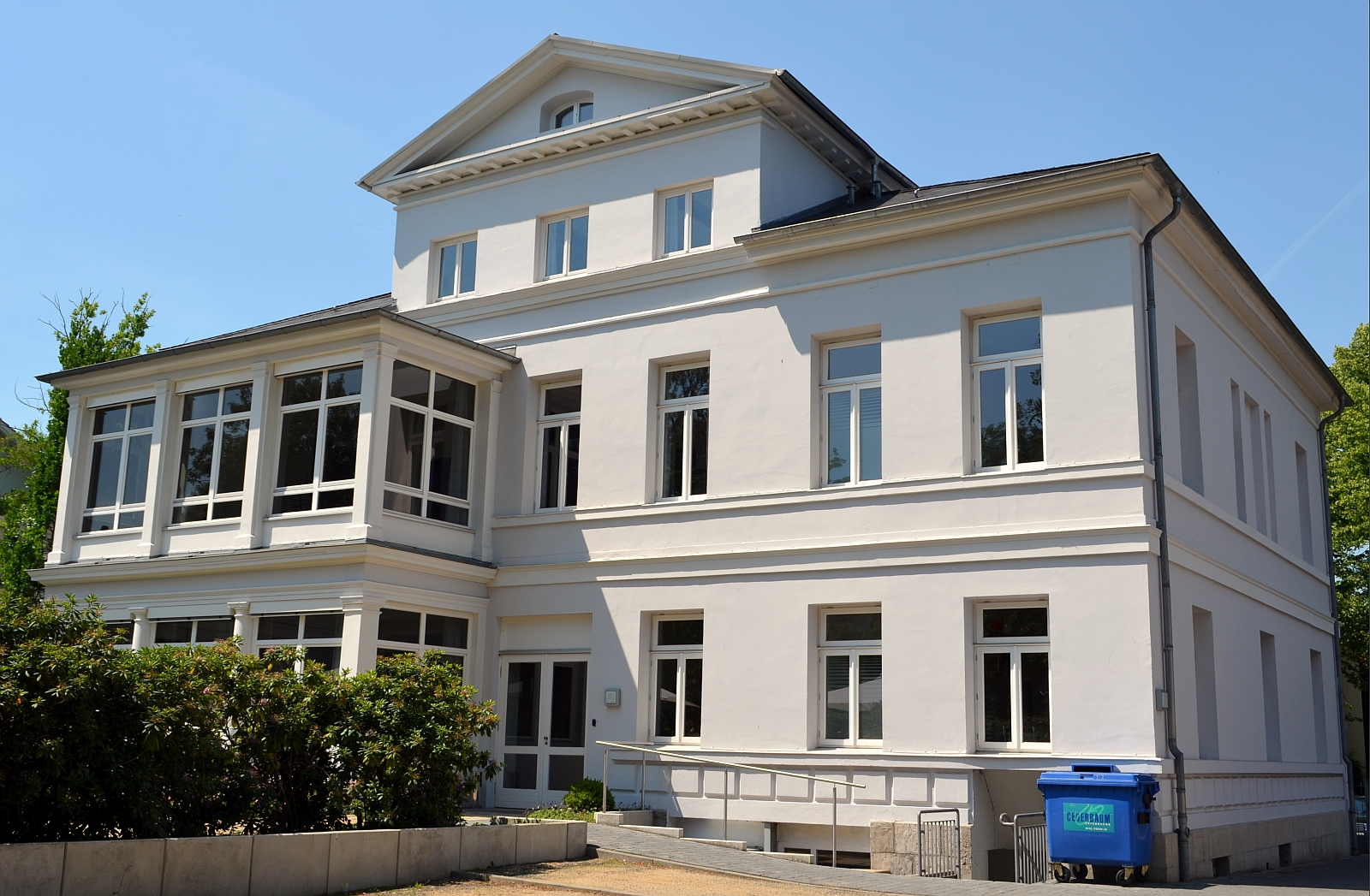
Rückseite (2011)

Das zweigeschossige klassizistische Gebäude der „Brücke“ entstand 1866 als Villa für Helene Vieweg geb. Brockhaus, die Ehefrau des Braunschweiger Verlegers Heinrich Vieweg. Es steht auf dem Grundstück Steintorwall 3 und grenzt mit der Gartenseite an die Oker. 1914 wurde das Haus von K. Munte und J. M. Kerlé renoviert, wobei kleinere Änderungen vorgenommen wurden.
Die Beletage auf der Westseite wird durch eine wuchtige „Tempelfassade“ betont. Vier Pilaster zieren den Mittelrisalit und verbinden Erdgeschoss, Beletage und ein in der Dachmitte befindliches Mezzanin. 1949 wurde südöstlich des Gebäudes ein eingeschossiger Anbau errichtet, der zunächst als Kino genutzt wurde, später dann als Theater, in dem u. a. auch das Niederdeutsche Theater Braunschweig sein Zuhause hatte. Das Gebäude steht heute unter Denkmalschutz.

## Nutzung

### 1866 bis 1945
Heinrich Vieweg bewohnte die Villa zusammen mit seiner Frau Helene bis zu seinem Tod im Jahre 1890. Danach bewohnte seine Witwe das Gebäude bis zu ihrem Tod. Anfang des 20. Jahrhunderts erwarb der Braunschweiger Industrielle Friedrich Franz Seele das Anwesen und bewohnte es mit seiner Frau, bis diese 1942 starb.

### 1945 bis heute
Bei Kriegsende war Braunschweig zunächst vom 12. April 1945, dem Tag der Übergabe der Stadt Braunschweig, von US-amerikanischen Einheiten besetzt worden. Diese übergaben das Kommando am 5. Juni an die britischen Streitkräfte. Braunschweig war damit Teil der Britischen Besatzungszone geworden. Das militärische Hauptquartier für das Land Braunschweig befand sich im Veltheimschen Haus auf dem Burgplatz, das für die Stadt Braunschweig war zunächst in der Gaußstraße. Den Sitz des Stadtkommandanten verlegten die Briten am 3. Oktober 1945 in die unbeschädigte Villa Steintorwall 3.
Da in allen Städten der britischen Besatzungszone mit mehr als 50.000 Einwohnern British Information Centres eingerichtet werden sollten, geschah dies auch in Braunschweig. Der Beiname dieser Centres sowie der Name einer in deren Lesesaal kostenlos ausliegenden Zeitschrift war „Die Brücke“.
Ursprünglicher Standort des BIC in Braunschweig war ein kleiner Behelfsbau in der zerstörten Innenstadt an der Ecke Bohlweg/Langer Hof. Die damalige Bezeichnung der Einrichtung war „Information Room, Information Bureaus and Enquiry Offices“. 
Am 15. Dezember 1949 wurden die Räumlichkeiten in der Villa Steintorwall 3 bezogen und das „British Information Center Die Brücke“ eingeweiht. Erster Leiter des BIC war John Ryder. „Die Brücke“ wurde mit einer umfangreichen Bibliothek ausgestattet (12.000 Bände in Englisch), die zwischen 1958 und 1979 vom British Council versorgt wurde. Es fanden Konzerte, Sprachkurse (später auch in Französisch, Italienisch und Spanisch) und Kurse in Demokratie statt. Englischsprachige Filme wurden gezeigt und es gab Leseräume mit englischsprachigen Zeitungen und Zeitschriften. Der britische Stadtkommandant behielt bis zum Ende der Besatzungszeit seinen Sitz in der Villa.
1953 startete die Zusammenarbeit zwischen den Briten und der Stadt Braunschweig, das städtische Kulturamt zog in einige Räume der Villa ein. Die ursprünglich britische Kultureinrichtung wandelte sich allmählich zu einer internationalen Begegnungsstätte, wobei die Stadt zunehmend die Federführung übernahm. 1958 mietete die Stadt Braunschweig die Villa. 1974 übernahm die Öffentliche Bücherei Braunschweig die Verwaltung der fremdsprachlichen Buchbestände, die 1985 in die städtische Bücherei integriert wurden, nachdem die Villa 1984 von der Stadt Braunschweig gekauft worden war. Auch nach dem vollständigen Rückzug der Briten aus der Verantwortung für das Erbe des BIC behielt die Villa den Namen „die Brücke“.
Während im benachbarten Hannover am 30. September 1959 die BIC-Ära folgenlos zu Ende ging, fanden die Angebote der Braunschweiger „Brücke“ bis in die 1980er Jahre hinein regen Zuspruch, auch weil ihre Nutzung kostenlos blieb. Bis zu 120 Kulturveranstaltungen wie Ausstellungen, Musikveranstaltungen, Lesungen und Theatervorstellungen fanden pro Jahr zur BIC-Zeit in der „Brücke“ statt. Von 1968 bis 1977 verfünffachte sich die Zahl der Veranstaltungen, und die Zahl der Besucher stieg um das Siebenfache. Ab 2002 wurde das Angebot der „Brücke“ um das „filmfest in der BRÜCKE“ erweitert, eine Veranstaltung des Internationalen Filmfestes Braunschweig.
Der Name „die Brücke“, blieb lebendig, solange die Villa am Steintorwall als Kulturzentrum fungierte. Im Zuge des von 2005 bis 2007 dauernden Neubaus des Braunschweiger Schlosses, entschied der Rat der Stadt im Februar 2007 den Verkauf der Villa. Hintergrund war die Zusammenlegung aller städtischen Kultureinrichtungen wie Kulturinstitut, Stadtbibliothek, Stadtarchiv etc. in den neuen Räumlichkeiten. Der Einzug fand im Juli 2007 statt. Gegen Pläne, den Namen „Brücke“ (wie etwa in Oldenburg 1991 geschehen) in das neue Quartier „mitzunehmen“, regte sich von Seiten der Politik heftiger Widerstand.
Da die Stadt Braunschweig keine Verwendung mehr für die alte Villa am Steintorwall 3 hatte, wurde sie an einen Braunschweiger Unternehmer verkauft, der sie aufwendig restaurieren ließ und an die Credit Suisse vermietete. Nachdem die Credit Suisse nahezu alle Filialen in Deutschland schließen musste, stand die Brücke für einige Zeit leer, bevor im März 2016 eine Unternehmensberatung dort einzog.